# Cornwall, Vermont
Cornwall är en kommun (town)  i Addison County i den amerikanska delstaten Vermont. Vid folkräkningen år 2000 bodde 1 136 personer på orten. Den har enligt United States Census Bureau en area på totalt 74,2 km². 

## Kända personer från Cornwall
- Solomon Foot, politiker